# Güendulain
Güendulain är en ort i Mexiko.   Den ligger i kommunen Santa María del Tule och delstaten Oaxaca, i den sydöstra delen av landet, 400 km sydost om huvudstaden Mexico City. Güendulain ligger 1 568 meter över havet och antalet invånare är 471.
Terrängen runt Güendulain är varierad. Runt Güendulain är det ganska tätbefolkat, med 144 invånare per kvadratkilometer. Närmaste större samhälle är Oaxaca de Juárez, 13,0 km väster om Güendulain. Trakten runt Güendulain består till största delen av jordbruksmark.